# Bourou (Nassoumbou)
Pour les articles homonymes, voir Bourou.
Ne doit pas être confondu avec Bourou (Sabou).
Bourou est une commune située dans le département de Nassoumbou, dans la province du Soum, région du Sahel, au Burkina Faso.